# Liste d'élections en 2004
Chronologie des élections
- 2000
- 2001
- 2002
- 2003
- 2004
- 2005
- 2006
- 2007
- 2008

Cette liste recense les élections organisées durant l'année 2004. Elle inclut les élections législatives et présidentielles nationales dans les États souverains, ainsi que les référendums.

## Commentaires généraux

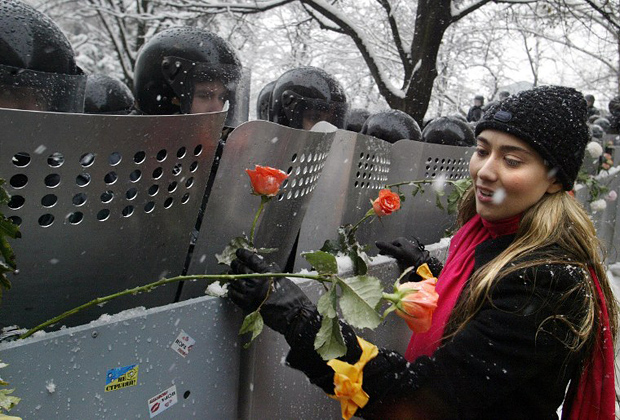
Manifestante lors de la « révolution orange » qui éclate après le second tour de l'élection présidentielle ukrainienne en novembre.

C'est la période des « révolutions de couleur ». En Géorgie, les élections présidentielle et législatives en janvier et en mars font suite à la révolution des Roses et à la chute du président Edouard Chevardnadze. Mikheil Saakachvili lui succède. En Ukraine, les fraudes qui entachent le second tour de l'élection présidentielle en novembre déclenchent la révolution orange, et une nouvelle élection en décembre, remportée par le candidat d'opposition Viktor Iouchtchenko. Ailleurs, l'OSCE dénonce des irrégularités, des fraudes, des intimidations ou bien simplement des médias fortement biaisés lors des élections qui se tiennent dans trois États de l'ex-URSS : en Russie (mars) avec la réélection du président Vladimir Poutine ; au Kazakhstan (septembre) ; et en Biélorussie (octobre). Au Turkménistan (décembre), dictature à parti unique où aucune alternance au pouvoir n'est possible, l'OSCE n'est pas autorisée à observer le déroulement de l'élection. 
Des semblants d'élections ont aussi lieu en Guinée équatoriale (avril) et en Tunisie (octobre), où le pouvoir est verrouillé par le parti autoritaire dominant, et l'opposition n'a aucune chance de l'emporter. En Iran (mai), les clercs du Conseil des gardiens pré-déterminent le résultat des élections législatives en interdisant à de très nombreux réformateurs de se présenter, favorisant ainsi les conservateurs qui remportent une large victoire.
À l'inverse, à Antigua-et-Barbuda (mars), la défaite des travaillistes et la victoire du Parti progressiste unifié (centre-gauche) aux élections législatives en mars marquent la fin de la longue période de gouvernement de la famille Bird, père et fils (1976-2004). En Corée du Sud, un parti de centre-gauche remporte pour la première fois la majorité absolue des sièges au Parlement, en avril. 
En Inde, le parti du Congrès (centre-gauche) retrouve le pouvoir à l'occasion des élections d'avril et de mai. Manmohan Singh devient premier ministre. Au Canada, les libéraux (progressiste) du premier ministre Paul Martin perdent leur majorité absolue des sièges (juin), mais conservent le pouvoir. En Australie, les libéraux (conservateurs) du premier ministre John Howard conservent le pouvoir lors des élections en octobre. Aux États-Unis de même, les républicains (droite) conservent leur majorité absolue au Congrès, tandis que le président George W. Bush est réélu pour un second mandat (novembre).

## Par mois

### Janvier
| Date      | Pays    | Élections      | Contexte | Résultats |
| --------- | ------- | -------------- | --- | --- |
| 4 janvier | Géorgie | Présidentielle | Élection anticipée, la révolution des Roses ayant contraint le président Edouard Chevardnadze à la démission. | Mikheil Saakachvili (Mouvement national uni : centre-droit), principale figure de l'opposition sortante, est élu avec 96,0 % des voix face à cinq autres candidats. Des élections législatives ont lieu en mars. (À noter que le pays change de drapeau le 14 janvier.) |

### Février
| Date       | Pays | Élections    | Contexte | Résultats |
| ---------- | ---- | ------------ | -------- | --------- |
| 20 février | Iran | Législatives | 1er tour | -         |

### Mars
| Date    | Pays                | Élections      | Contexte | Résultats |
| ------- | ------------------- | -------------- | --- | --- |
| 7 mars  | Grèce               | Législatives   | | Alternance. Le parti Nouvelle Démocratie (libéral-conservateur) remporte la majorité absolue des sièges, devançant le PASOK (centre-gauche) au pouvoir. Kóstas Karamanlís (ND) devient premier ministre. |
| 14 mars | Espagne             | Législatives   | Les élections se déroulent trois jours après les attentats de Madrid perpétrés par al-Qaïda. | Parlement sans majorité. Alternance. Le Parti populaire (droite), qui disposait de la majorité absolue dans le parlement sortant, est devancé par le Parti socialiste ouvrier (centre-gauche), qui remporte la majorité relative des sièges. José Luis Rodríguez Zapatero (PSO) devient premier ministre, formant un gouvernement minoritaire avec l'appui des partis Gauche républicaine de Catalogne et Gauche unie. |
| 14 mars | Russie              | Présidentielle | L'OSCE dénonce un fort biais des médias publics en faveur du président Poutine. | Le président Vladimir Poutine (sans étiquette) est réélu avec 71,9 % des voix face à cinq autres candidats. |
| 20 mars | République de Chine | Présidentielle | | Le président Chen Shui-bian (Parti démocrate progressiste : social-libéral) est réélu de justesse avec 50,1 % des voix face à Lien Chan (Kuomintang : droite ; soutenu par le parti de centre-droit Qinmindang). Des élections législatives ont lieu en décembre. |
| 20 mars | République de Chine | Référendum     | À l'initiative du président Chen Shui-bian, les citoyens sont invités à se prononcer (séparément) pour ou contre deux propositions : renforcer les défenses anti-missile de Taïwan si la 'Chine communiste' n'ôte pas ses missiles pointés vers l'île ; et négocier avec la Chine communiste un accord sur les « relations transdétroit ». La Coalition pan-bleue, opposée au président mais majoritaire au Parlement, appelle au boycott du référendum. | Les propositions sont approuvées respectivement par 91,8 et 92,1 % des votants, mais ne sont pas adoptées, en raison du faible taux de participation (45,2 et 45,1 %). |
| 21 mars | Malaisie            | Législatives   | | Le Front national (droite) conserve la majorité absolue des sièges. Abdullah Ahmad Badawi demeure premier ministre. Il s'agit des premières élections en Malaisie depuis que Mahathir Mohamad a quitté ses fonctions en 2003. |
| 21 mars | Salvador            | Présidentielle | La constitution ne permet pas à un président sortant de se représenter. | L'Alliance républicaine nationaliste (droite conservatrice et néolibérale) conserve la présidence de la République avec la victoire dès le premier tour d'Antonio Saca, qui obtient 57,7 % des voix. Il devance ses trois adversaires dont Schafik Handal (Front Farabundo Martí de libération nationale : gauche ; 35,7 %).                                                                                           |
| 23 mars | Antigua-et-Barbuda  | Législatives   | | Alternance. Le Parti progressiste unifié (centre-gauche) remporte la majorité absolue des sièges. Baldwin Spencer devient premier ministre. Ce résultat marque la fin d'une longue période de gouvernement travailliste (centre-gauche), sous le premier ministre Vere Bird (1976-1994) puis sous son fils Lester Bird (1994-2004).                                                                                    |
| 28 mars | Géorgie             | Législatives   | Ces élections font suite à la présidentielle du mois de janvier, et à l'annulation par la Cour suprême des élections législatives truquées de novembre 2003. | Le Mouvement national uni (centre-droit), parti du nouveau président Mikheil Saakachvili, remporte la majorité absolue des sièges. Zourab Jvania (MNU) demeure premier ministre. |
| 28 mars | Guinée-Bissau       | Législatives   | Ces élections font suite au coup d'État militaire de septembre 2003, par lequel le président Kumba Ialá a été renversé. Henrique Rosa assure la présidence du pays par intérim, pour l'organisation d'élections démocratiques en présence d'observateurs étrangers, notamment des Nations unies. | Parlement sans majorité. Le Parti africain pour l'indépendance (gauche) devance le Parti pour le renouveau social (centre-gauche, parti du gouvernement renversé) et obtient la majorité relative. Les deux partis forment finalement un gouvernement de coalition majoritaire. Carlos Gomes Júnior (PAI) devient premier ministre.                                                                                    |

### Avril
| Date           | Pays                     | Élections      | Contexte | Résultats |
| -------------- | ------------------------ | -------------- | --- | --- |
| 2 avril        | Sri Lanka                | Législatives   | | Parlement sans majorité. Alternance. L'Alliance du peuple uni pour la liberté (UPFA), alliance de partis de gauche, remporte la majorité relative des sièges. Mahinda Rajapaksa (UPFA) devient premier ministre. |
| 4 avril        | Slovénie                 | Référendum     | Référendum d'initiative populaire, qui invite les citoyens à s'opposer à la nouvelle loi qui restaure les droits des « Effacés » (en) en tant que résidants étrangers légaux. Les « Effacés » sont les personnes non-slovènes présentes légalement sur le territoire de Slovénie en 1992 et qui n'avaient pas fait les démarches pour faire enregistrer leur présence en tant que résidents étrangers. Le gouvernement appelle au boycott du référendum. | 96,1 % des votants rejettent la loi adoptée par le gouvernement et le Parlement. Malgré le faible taux de participation (31,5 %), la loi est abrogée. La Cour européenne des droits de l'homme statue en faveur des droits des « Effacés » en 2012. |
| 5 avril        | Indonésie                | Législatives   | | Parlement sans majorité. Le parti Golkar (pancasila) remporte la majorité relative des sièges. Une élection présidentielle a lieu en juillet. |
| 8 avril        | Algérie                  | Présidentielle | Cette élection se déroule à la suite de la guerre civile achevée en 2002. En Kabylie, la très grande majorité de la population boycotte le scrutin. | Abdelaziz Bouteflika (Rassemblement national démocratique : centriste, libéral, musulman-démocrate) est réélu avec 85,0 % des voix, face à cinq autres candidats. |
| 14 avril       | Afrique du Sud           | Législatives   | | Le parti Congrès national africain (ANC ; centre-gauche) conserve la majorité absolue des sièges. Thabo Mbeki (ANC) est reconduit à la présidence de la République par la nouvelle assemblée. Le Nouveau Parti national (conservateur, héritier du parti dominant de l'ère de l'apartheid mais désormais allié à l'ANC) perd les trois-quarts de ses sièges restants, et se dissout dans l'ANC l'année suivante.      |
| 15 avril       | Corée du Sud             | Législatives   | | Alternance. Le parti Uri (social-libéral), qui soutient le président Roh Moo-hyun, remporte la majorité absolue des sièges. C'est la première fois qu'un parti à la gauche du centre obtient la majorité absolue au Parlement sud-coréen. Lee Hae-chan (parti Uri) devient premier ministre. |
| 3 et 17 avril  | Slovaquie                | Présidentielle | | Alternance. Le président sortant Rudolf Schuster (sans étiquette) est éliminé au premier tour, n'ayant obtenu que 7,4 % des voix. Au second tour, Ivan Gašparovič (Mouvement pour la démocratie : droite) est élu avec 59,9 % des voix face à Vladimír Mečiar (Parti populaire - Mouvement pour une Slovaquie démocratique : droite).                                                                                 |
| 18 et 25 avril | Comores                  | Législatives   | | Le Camp des îles autonomes, alliance des partis d'opposition, remporte la majorité absolue des sièges. |
| 24 avril       | Chypre et Chypre du Nord | Référendums    | Les citoyens des deux États sont invités à se prononcer pour ou contre le plan Annan pour une réunification de l'île de Chypre. | La proposition est approuvée par 64,9 % des votants à Chypre du Nord, mais rejetée par 75,8 % des votants à Chypre, et n'est donc pas adoptée. Le 1er mai, la république de Chypre devient membre de l'Union européenne, malgré le souhait de l'U.E. que c'eût pu être une île réunifiée qui devînt membre. |
| 25 avril       | Autriche                 | Présidentielle | Le président Thomas Klestil (ÖVP) ne se représente pas, étant en désaccord avec le chancelier Wolfgang Schüssel, membre du même parti. | Alternance. Heinz Fischer (Parti social-démocrate, SPÖ : centre-gauche) est élu avec 52,4 % des voix face à Benita Ferrero-Waldner (Parti populaire, ÖVP : centre-droit). |
| 25 avril       | Guinée équatoriale       | Législatives   | La Guinée équatoriale est un régime dictatorial, où l'opposition ne peut pas fonctionner librement. | Le Parti démocratique (autoritaire, parti du pouvoir personnel du président Teodoro Obiang), conserve la majorité absolue des sièges. La quasi-totalité des autres reviennent à ses alliés ; le parti Convergence pour la démocratie sociale (centre-gauche), seul parti d'opposition à participer au scrutin, n'obtient que deux sièges sur cent. Miguel Abia Biteo (parti démocratique) est nommé premier ministre. |
| 14 et 28 avril | Macédoine                | Présidentielle | L'élection fait suite à la mort du président Boris Trajkovski (VMRO-DPMNE) dans un accident d'avion. | Alternance. Le premier ministre sortant Branko Crvenkovski (Union sociale-démocrate : centre-gauche) est élu au second tour avec 62,6 % des voix face à Saško Kedev (VMRO-DPMNE : droite). |

### Mai
| Date               | Pays                   | Élections                      | Contexte | Résultats |
| ------------------ | ---------------------- | ------------------------------ | --- | --- |
| 2 mai              | Panama                 | Législatives et présidentielle | La constitution ne permet pas au président de la République d'exercer plus d'un mandat ; la présidente Mireya Moscoso (Parti panamiste : droite populiste) ne se représente donc pas. | Le Parti révolutionnaire démocratique (centre-gauche), qui disposait de la majorité absolue des sièges avec l'appui de ses alliés, remporte cette fois seul cette majorité. Alternance à la présidence de la République : Martín Torrijos (PRD) est élu avec 47,4 % des voix face à trois autres candidats. |
| 7 mai              | Iran                   | Législatives                   | 2d tour. Avant le 1er tour, le Conseil des gardiens a disqualifié un très grand nombre de candidats réformateurs, parmi lesquels quatre-vingt députés sortants.                       | Alternance. La décision du Conseil des gardiens rend impossible pour les réformateurs de conserver la large majorité des sièges dont ils disposaient au parlement sortant. Les conservateurs remportent plus des deux tiers des sièges. |
| 10 mai             | Philippines            | Législatives et présidentielle | | Le parti Lakas (centre-droit chrétien-démocrate et musulman-démocrate) et ses alliés conservateurs et libéraux conservent la majorité absolue des sièges à la Chambre des représentants et la majorité relative au Sénat. Gloria Macapagal-Arroyo (Lakas) est réélue présidente de la République avec 40,0 % des voix face à quatre autres candidats dont le célèbre acteur Fernando Poe Jr. (Coalition des Philippins unis : alliance de partis de centre-gauche et de centre-droit ; 36,5 %). |
| 20 avril au 10 mai | Inde                   | Législatives                   | | Parlement sans majorité. Alternance. Le parti Congrès national indien (centre-gauche) devance l'Alliance démocratique nationale (droite et centre-droit) au pouvoir, et obtient la majorité relative des sièges. Manmohan Singh (CNI) devient premier ministre. |
| 16 mai             | République dominicaine | Présidentielle                 | | Alternance. Leonel Fernández (Parti de la libération : social-libéral) est élu avec 57,1 % des voix face à deux autres candidats, dont le président sortant Hipólito Mejía (Parti révolutionnaire : centre-droit ; 33,7 %). |
| 20 mai             | Malawi                 | Législatives et présidentielle | | Parlement sans majorité. Le Parti du congrès (conservateur), principal parti d'opposition, remporte la majorité relative des sièges au Parlement. Bingu wa Mutharika (Front démocratique uni : libéral) est toutefois réélu président de la République avec 36,0 % des voix face à quatre autres candidats, dont John Tembo pour le Parti du congrès (28,2 %). |
| 23 mai             | Ossétie du Sud-Alanie  | Législatives                   | L'Ossétie du Sud est un État de facto indépendant mais non reconnu par la communauté internationale, qui considère que son territoire fait partie de la Géorgie.                      | Le parti Unité du président Edouard Kokoïty remporte la majorité absolue des sièges. Igor Sanakoyev (parti Unité) demeure premier ministre. |

### Juin
| Date          | Pays             | Élections                  | Contexte | Résultats |
| ------------- | ---------------- | -------------------------- | --- | --- |
| 10 au 13 juin | Union européenne | Législatives               | Élection du Parlement européen par les citoyens des vingt-cinq États membres, dont les dix États ayant rejoint l'Union le 1er mai. | Parlement sans majorité. Le groupe du Parti populaire européen (conservateur) conserve la majorité relative des sièges. |
| 11 juin       | Irlande          | Référendum constitutionnel | Les citoyens sont invités à se prononcer sur un amendement à la constitution, qui abrogerait le droit automatique à la citoyenneté irlandaise pour toute personne née en Irlande de deux parents étrangers après l'entrée en vigueur de l'amendement. L'objectif est d'enrayer la venue d'étrangères enceintes qui cherchent à rester en Irlande en donnant naissance à un enfant de nationalité irlandaise. | L'amendement est approuvé par 79,2 % des votants. |
| 13 juin       | Luxembourg       | Législatives               | | Parlement sans majorité. Le Parti populaire chrétien-social (CSV ; centre-droit) conserve la majorité relative des sièges. Jean-Claude Juncker (CSV) demeure premier ministre, et forme un gouvernement de coalition avec le Parti ouvrier socialiste (centre-gauche). |
| 26 juin       | Islande          | Présidentielle             | Le président de la République a peu de pouvoirs, et exerce surtout un rôle d'autorité morale. | Le président Ólafur Ragnar Grímsson (sans étiquette) est réélu avec 85,6 % des suffrages exprimés face à deux autres candidats. 21,1 % des votants déposent toutefois un bulletin blanc ou nul, ce qui est interprété comme une protestation contre un usage controversé du droit de véto présidentiel trois semaines plus tôt. |
| 13 et 27 juin | Lituanie         | Présidentielle             | Élection anticipée, à la suite de la destitution du président Rolandas Paksas (Ordre et justice : droite à extrême-droite) pour avoir révélé des documents secrets et pour avoir monnayé la citoyenneté lituanienne à un homme d'affaires russe. | Valdas Adamkus (sans étiquette) est élu au second tour avec 51,9 % des voix face à Kazimira Prunskienė (Union populaire des paysans : centre-droit, agrarienne, écologiste). Des élections législatives ont lieu en octobre. |
| 27 juin       | Mongolie         | Législatives               | | Parlement sans majorité. Alternance. Le Parti révolutionnaire du peuple (centre-gauche), qui disposait de la quasi-totalité des sièges, recule très nettement. Il obtient la majorité relative des sièges, échouant de peu à conserver la majorité absolue. Le Parti démocrate (centre-droit libéral) et ses alliés le talonnent. Aucun parti n'ayant la majorité, les principaux partis (dont le PRP et le PD) s'unissent en un gouvernement de large coalition. Tsakhiagiyn Elbegdorj (Parti démocrate) devient premier ministre. |
| 28 juin       | Canada           | Législatives               | | Parlement sans majorité. Le Parti libéral (centre-gauche social-libéral) perd sa majorité absolue des sièges mais conserve la majorité relative. Paul Martin (Parti libéral) demeure premier ministre, à la tête désormais d'un gouvernement minoritaire. |

### Juillet
| Date       | Pays      | Élections      | Contexte | Résultats |
| ---------- | --------- | -------------- | --- | --- |
| 5 juillet  | Indonésie | Présidentielle | 1er tour | - |
| 6 juillet  | Vanuatu   | Législatives   | | Parlement sans majorité. Alternance. L'alliance gouvernementale du Vanua'aku Pati (centre-gauche) et du Parti national unifié (centre-gauche) conserve la majorité relative des sièges, mais Serge Vohor (Union des partis modérés : conservateur, francophone) parvient à former un large gouvernement de coalition, et devient premier ministre. En décembre toutefois, il perd sa majorité et est destitué par le Parlement après avoir établi des relations diplomatiques avec Taïwan sans consulter son conseil des ministres ni le Parlement. Ham Lini (Parti national unifié) lui succède. |
| 18 juillet | Bolivie   | Référendums    | Ces référendums font suite à la « guerre du gaz », une période de grave crise sociale et politique en 2003 faisant des dizaines de morts, autour des politiques du gouvernement sur l'exploitation du gaz naturel. La dislocation du gouvernement de coalition a contraint le président Gonzalo Sánchez de Lozada à la démission en octobre 2003. Les référendums sont initiés par son successeur Carlos Mesa : cinq questions, auxquelles les citoyens répondent séparément, sur la politique du gaz menée par le nouveau gouvernement. Parmi elles, la re-nationalisation des hydrocarbures. | Les propositions du gouvernement sont toutes approuvées, la plupart par une très large majorité. |

### Août
| Date    | Pays      | Élections              | Contexte | Résultats                                                                           |
| ------- | --------- | ---------------------- | --- | ----------------------------------------------------------------------------------- |
| 15 août | Venezuela | Référendum révocatoire | L'opposition est parvenue à collecter suffisamment de signatures de citoyens pour initier un référendum révocatoire à l'encontre du président Hugo Chávez, en application de la nouvelle constitution introduite par le gouvernement Chávez lui-même. | La proposition de destituer le président Chávez est rejetée par 59,1 % des votants. |

### Septembre
| Date         | Pays       | Élections      | Contexte | Résultats |
| ------------ | ---------- | -------------- | --- | --- |
| 7 septembre  | Îles Cook  | Législatives   | | Le Parti démocrate (libéral) remporte la majorité absolue des sièges. Robert Woonton (Parti démocrate) demeure initialement premier ministre, formant un gouvernement de coalition avec le Parti des îles Cook (centre-gauche). La réélection de Robert Woonton comme député est toutefois annulée à la suite d'un recompte des voix dans sa circonscription ; Jim Marurai (Parti démocrate) lui succède comme premier ministre en décembre. |
| 7 septembre  | Îles Cook  | Référendum     | Les citoyens sont invités à approuver ou non la proposition de réduire à quatre ans au lieu de cinq la durée de chaque législature.          | La proposition est approuvée par 82,3 % des votants. |
| 19 septembre | Kazakhstan | Législatives   | Les observateurs de l'OSCE dénoncent de nombreuses irrégularités, dont des pressions exercées sur les électeurs.                             | Le parti Otan (autoritaire, parti du président Noursoultan Nazarbaïev) obtient la majorité absolue des sièges. Le parti Ak Jol (libéral), principal parti d'opposition, obtient un seul siège. Les autres reviennent à des partis affiliés au pouvoir, et qui se fondent formellement dans le parti Otan deux ans plus tard, ou à des élus sans étiquette. Danial Akhmetov (Otan) demeure premier ministre.                                  |
| 20 septembre | Indonésie  | Présidentielle | 2d tour. Cette élection, premier scrutin présidentiel au suffrage direct de l'histoire du pays, fait suite aux législatives du mois d'avril. | Alternance. Susilo Bambang Yudhoyono (Parti démocrate : conservateur) est élu avec 60,6 % des voix face à la présidente sortante Megawati Sukarnoputri (Parti démocratique de lutte : centre-gauche). |

### Octobre
| Date             | Pays                       | Élections                      | Contexte | Résultats |
| ---------------- | -------------------------- | ------------------------------ | --- | --- |
| 3 octobre        | Abkhazie                   | Présidentielle                 | Ayant servi deux mandats, le président sortant Vladislav Ardzinba (parti Apsny), souffrant par ailleurs de graves problèmes de santé, ne peut pas se représenter. L'Abkhazie est un État de facto indépendant mais non reconnu par la communauté internationale, qui considère que son territoire fait partie de la Géorgie.                                  | Alternance. Sergueï Bagapch (Abkhazie unie : conservateur) est élu dès le premier tour avec 50,1 % des voix face à quatre autres candidats dont Raul Khadjimba (parti Apsny ; 35,6 %). Raul Khadjimba refuse de reconnaître les résultats et réclame un second tour, provoquant une crise politique. Sergueï Bagapch accepte de le nommer vice-président, et fait organiser une nouvelle élection présidentielle en janvier 2005 pour soumettre cette alliance à l'approbation des citoyens. |
| 3 octobre        | Slovénie                   | Législatives                   | | Parlement sans majorité. Alternance. Le Parti démocratique (centre-droit libéral-conservateur) obtient la majorité relative des sièges. Janez Janša (Parti démocratique) devient premier ministre. |
| 9 octobre        | Afghanistan                | Présidentielle                 | Première élection présidentielle au suffrage direct de l'histoire du pays. Elle fait suite au renversement du régime islamiste des talibans par l'invasion américano-britannique. L'élection est entachée d'importantes fraudes. Dix-sept agents électoraux et cinq soldats afghans sont tués par les talibans, qui tentent d'enrayer le processus électoral. | Hamid Karzai (sans étiquette), déjà président par intérim, est élu avec 55,4 % des voix face à dix-sept autres candidats. |
| 9 octobre        | Australie                  | Législatives                   | | La Coalition des partis conservateurs conserve la majorité absolue des sièges à la Chambre des représentants, et la remporte de justesse au Sénat. John Howard (Parti libéral, Coalition) demeure premier ministre. |
| 11 octobre       | Cameroun                   | Présidentielle                 | | Paul Biya (Rassemblement démocratique du peuple : droite), au pouvoir depuis 1982, est réélu avec 70,9 % des voix face à quinze autres candidats. |
| 17 octobre       | Biélorussie                | Référendum constitutionnel     | Les citoyens sont appelés à approuver un amendement constitutionnel pour permettre au président Alexandre Loukachenko de briguer en 2006 un nouveau mandat à la tête de l'État. | La proposition est approuvée par 88,9 % des votants. |
| 22 octobre       | Irlande                    | Présidentielle                 | Le ou la présidente(e) de la république d'Irlande a un rôle essentiellement cérémoniel. | Seule candidate, la présidente Mary McAleese (sans étiquette) est déclarée réélue sans vote. |
| 23 octobre       | Nauru                      | Législatives                   | | Le parti Nauru d'abord et les candidats sans étiquette de la majorité présidentielle sortante conservent ensemble la majorité absolue des sièges. La nouvelle assemblée réélit Ludwig Scotty à la présidence de la République. |
| 10 et 24 octobre | Lituanie                   | Législatives                   | Une élection présidentielle a eu lieu en juin. | Parlement sans majorité. Le Parti du travail (centre-gauche social-libéral) obtient la majorité relative des sièges. Algirdas Brazauskas (Parti social-démocrate : centre-gauche) demeure premier ministre, formant un gouvernement de coalition avec la Nouvelle Union (sociaux-libéraux), le Parti du travail, le Parti paysan et le Nouveau Parti démocrate. |
| 24 octobre       | Saint-Christophe-et-Niévès | Législatives                   | | Le Parti travailliste (centre-gauche) conserve la majorité absolue des sièges. Denzil Douglas demeure premier ministre. |
| 24 octobre       | Tunisie                    | Législatives et présidentielle | Les médias font fortement campagne pour le président sortant. | Le parti Rassemblement constitutionnel démocratique (centre-gauche, laïc, autoritaire) conserve une très large majorité des sièges. Zine el-Abidine Ben Ali (RCD) est réélu président de la République avec 94,5 % des voix face à trois autres candidats. |
| 17 et 27 octobre | Biélorussie                | Législatives                   | Neuf journaux indépendants sont fermés par les autorités durant les semaines qui précèdent le vote. L'OSCE met en doute l'indépendance de la commission électorale et pointe le manque de transparence du processus électoral. | La quasi-totalité des élus sont sans étiquette. Sergueï Sidorski (sans étiquette) demeure Premier ministre. |
| 30 octobre       | Botswana                   | Législatives                   | | Le Parti démocratique (conservateur) conserve la majorité absolue des sièges. Festus Mogae (Parti démocratique) est réélu à la présidence de la République par la nouvelle assemblée. |
| 31 octobre       | Ukraine                    | Présidentielle                 | 1er tour | - |
| 31 octobre       | Uruguay                    | Législatives et présidentielle | La constitution ne permet pas à un président sortant de se représenter. | Alternance. Le Front large (gauche) remporte la majorité absolue des sièges aux deux chambres de l'Assemblée générale. Son candidat Tabaré Vázquez est élu président de la République avec 51,7 % des voix face à sept autres candidats. Le candidat du Parti Colorado (hétéroclite) de la présidence sortante ne termine que troisième, avec 10,6 % des voix. |
| 31 octobre       | Uruguay                    | Référendum constitutionnel     | Les citoyens sont invités à se prononcer pour ou contre la renationalisation du service d'approvisionnement de la population en eau, pour en refaire un service public. | La proposition est approuvée par 64,6 % des votants. |

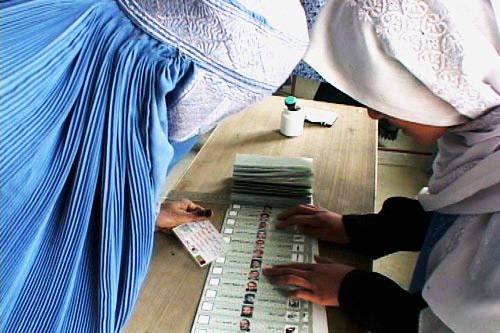
Une agente électorale explique à une électrice afghane comment voter, lors du scrutin présidentiel en octobre.

### Novembre
| Date              | Pays                   | Élections                      | Contexte | Résultats |
| ----------------- | ---------------------- | ------------------------------ | --- | --- |
| 2 novembre        | États-Unis             | Législatives et présidentielle | | Le Parti républicain (droite conservatrice et néo-libérale) conserve la majorité absolue des sièges aux deux chambres du Congrès. Le président George W. Bush (Parti républicain) est réélu avec 50,7 % des suffrages populaires et 53,2 % des voix des grands électeurs, face à quinze autres candidats dont John Kerry (Parti démocrate : centre-gauche ; 48,3 % des suffrages populaires). |
| 2 novembre        | Palaos                 | Législatives et présidentielle | Il n'existe pas de partis politiques. | Tous les députés sont élus sans étiquette. Tommy Remengesau est réélu président de la République avec 66,3 % des voix face à un unique adversaire, Polycarp Basilius. |
| 2 novembre        | Palaos                 | Référendums constitutionnels   | Le gouvernement soumet aux citoyens six propositions de réformes constitutionnelles que le Congrès a refusé d'adopter. Les citoyens votent séparément pour ou contre chaque proposition. Elles incluent convoquer une assemblée constituante ; conditionner le salaire des députés à leur assiduité et leur interdire de s'appliquer des augmentations de salaire durant la législature en cours ; fusionner les deux chambres du Congrès en un seul ; limiter à trois le nombre de mandats des députés ; ou encore autoriser la double citoyenneté. | Toutes les propositions sont adoptées, recueillant plus de 57 % de suffrages favorables chacune, sauf la proposition de fusionner les deux chambres du Congrès. Celle-ci est approuvée par 56,0 % des votants, mais n'est approuvée par une majorité absolue des votants que dans onze des seize États de la fédération, au lieu des douze nécessaires. |
| 4 novembre        | Angleterre du Nord-Est | Référendum                     | Référendum initié par le gouvernement britannique de Tony Blair, proposant l'introduction de la dévolution dans la région du nord-est de l'Angleterre, avec la mise en place d'une assemblée régionale. | À la surprise du gouvernement, la proposition est rejetée par 77,9 % des votants. |
| 7 novembre        | Macédoine              | Référendum                     | Référendum d'initiative populaire proposant d'abroger la loi de décentralisation et donc l'autonomie partielle accordée aux citoyens d'origine albanaise dans les municipalités où ils constituent une part importante de la population. Le gouvernement appelle au boycott du référendum. | La proposition est approuvée par 95,1 % des votants, mais le taux de participation n'est que de 26,6 %, ce qui invalide le résultat. |
| 15 et 16 novembre | Namibie                | Législatives et présidentielle | Le président Sam Nujoma (SWAPO), qui a mené le pays à l'indépendance en 1990, ne se représente pas. | Le parti SWAPO (centre-gauche) conserve la majorité absolue des sièges à l'Assemblée nationale. Hifikepunye Pohamba (SWAPO) est élu président de la République avec 76,4 % des voix face à six autres candidats. |
| 16 novembre       | Niger                  | Présidentielle                 | 1er tour. | - |
| 21 novembre       | Ukraine                | Présidentielle                 | 2d tour. Ayant effectué deux mandats, le président Leonid Koutchma (sans étiquette) ne peut pas se représenter. | Viktor Ianoukovytch (Parti des régions : centre-droit, pro-russe), le premier ministre sortant, est déclaré élu avec 49,5 % des voix face à Viktor Iouchtchenko (sans étiquette), qui recueille 46,6 %. 2,3 % des suffrages exprimés se sont portés contre les deux candidats, comme le permet le système électoral ukrainien. Des observateurs locaux et étrangers ayant dénoncé des fraudes, la « révolution orange » éclate en protestation. La Cour suprême annule les résultats, et le second tour est reprogrammé au 26 décembre. |
| 28 novembre       | Roumanie               | Législatives et présidentielle | Tour unique des législatives et 1er tour de la présidentielle. | Parlement sans majorité. Alternance. L'alliance du Parti social-démocrate (centre-gauche) et du Parti humaniste (centre-droit) conserve la majorité relative des sièges. Le Parti humaniste rompt toutefois son accord avec le Parti social-démocrate et rejoint un gouvernement de coalition conservateur avec l'Alliance justice et vérité et l'Union démocrate magyare de Roumanie. Călin Popescu-Tăriceanu (Justice et Vérité) devient premier ministre.                                                                            |

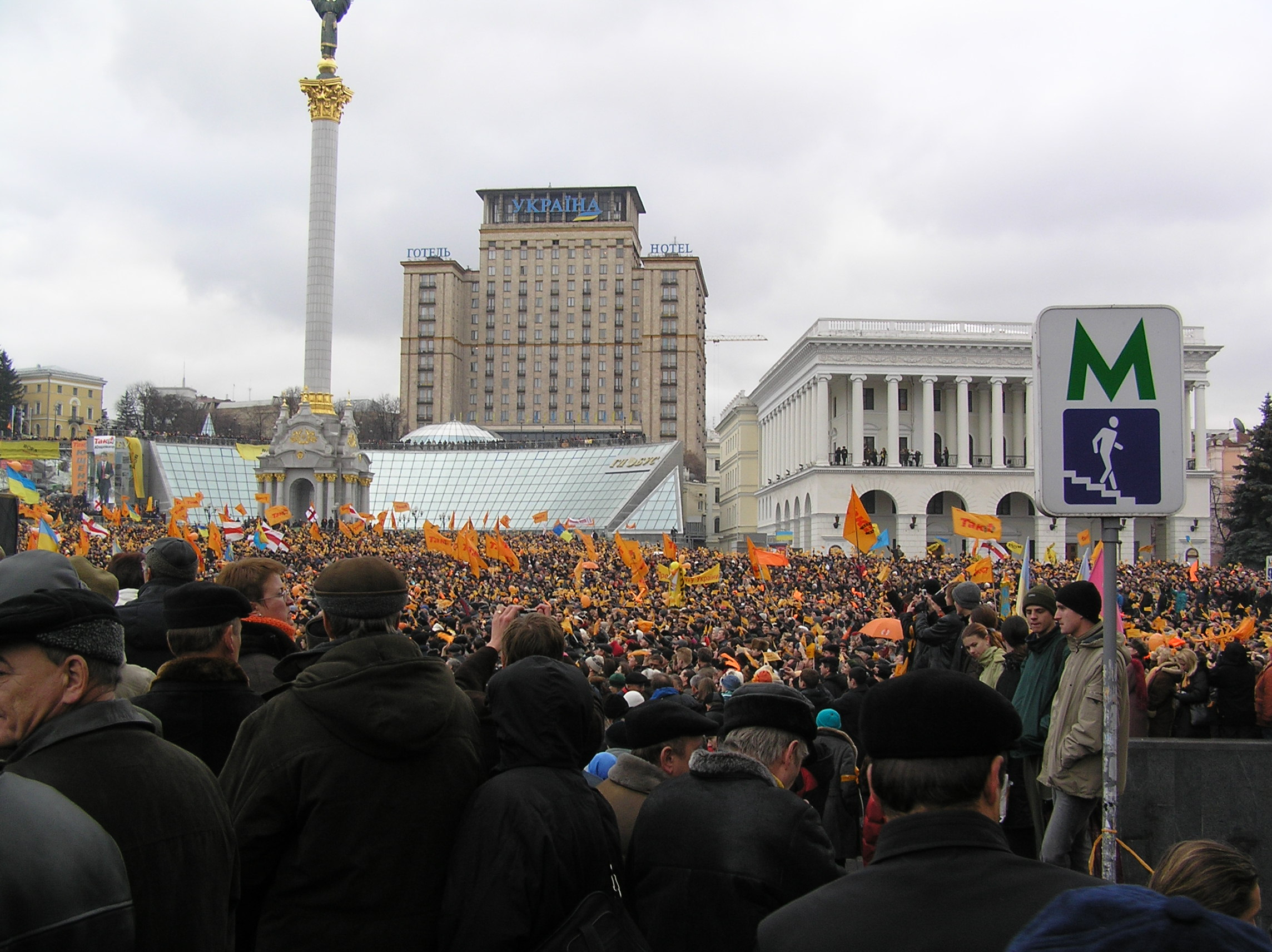
La « révolution orange » éclate après l'annonce des résultats de l'élection présidentielle ukrainienne, perçue comme truquée.

### Décembre
| Date              | Pays                      | Élections                      | Contexte | Résultats |
| ----------------- | ------------------------- | ------------------------------ | --- | --- |
| 1er et 2 décembre | Mozambique                | Législatives et présidentielle | Le président sortant, Joaquim Chissano (parti FRELIMO) ne se représente pas. | Le Front de libération du Mozambique (FRELIMO ; gauche) conserve la majorité absolue des sièges. Armando Guebuza (FRELIMO) est élu président de la République avec 63,7 % des voix face à quatre autres candidats dont Afonso Dhlakama (Résistance nationale : RENAMO : droite ; 31,7 %).                                                                                            |
| 4 décembre        | Niger                     | Législatives et présidentielle | 2d tour de la présidentielle et tour unique des législatives. | Parlement sans majorité. Le Mouvement national pour la société du développement (libéral-conservateur) conserve la majorité relative des sièges à l'Assemblée nationale. Mamadou Tandja (MNPSD) est réélu président de la République avec 65,5 % des voix face à Mahamadou Issoufou (Parti pour la démocratie et le socialisme : centre-gauche).                                     |
| 5 décembre        | Hongrie                   | Référendum                     | Deux questions sont soumises (séparément) à l'approbation des citoyens. Il s'agit d'abroger la loi qui permet la privatisation des hôpitaux et des services de santé ; et de permettre aux étrangers d'origine hongroise d'obtenir la nationalité hongroise sans renoncer à leur autre nationalité. | Ces propositions sont approuvées respectivement par 65,0 et 51,6 % des votants, mais ne sont pas adoptées en raison du faible taux de participation (37,5 %). |
| 5 décembre        | République centrafricaine | Référendum constitutionnel     | Une nouvelle constitution est soumise à l'approbation des citoyens. Elle introduit un régime semi-présidentiel qui renforce le rôle du parlement, et limite à deux le nombre de mandats du président de la République. | La constitution est approuvée par 91,4 % des votants. |
| 7 décembre        | Ghana                     | Législatives et présidentielle | | Le Nouveau Parti patriotique (conservateur et libéral), qui disposait de la moitié exactement des sièges sous la législature sortante, remporte cette fois la majorité absolue des sièges. John Kufuor (NPP) est réélu président de la République avec 52,5 % des voix face à trois autres candidats, dont John Atta Mills (Congrès démocratique national : centre-gauche ; 44,6 %). |
| 11 décembre       | République de Chine       | Législatives                   | Ces élections font suite au scrutin présidentiel du mois de mars. | La Coalition pan-bleue (conservatrice) conserve la majorité absolue des sièges, face à la Coalition pan-verte (centre-gauche, indépendantiste) du président Chen Shui-bian. |
| 12 décembre       | Roumanie                  | Présidentielle                 | 2d tour | Alternance. Traian Băsescu (Parti démocrate-libéral : centre-droit) est élu au second tour avec 51,2 % des voix face au premier ministre sortant Adrian Năstase (Parti social-démocrate : centre-gauche). |
| 19 décembre       | Turkménistan              | Législatives                   | Le Turkménistan à cette date est une dictature à parti unique. Aucune candidature hors-parti n'est possible. Le parti présente en moyenne deux ou trois candidats par siège à pourvoir ; les citoyens sont appelés à les départager. Un second tour a lieu le 9 janvier dans sept circonscriptions où il y a au moins trois candidats, et où aucun n'a reçu une majorité absolue des voix au premier tour. | Le Parti démocratique (autoritaire, centre-gauche, laïc) conserve automatiquement tous les sièges. |
| 26 décembre       | Ouzbékistan               | Législatives                   | 1er tour | - |
| 26 décembre       | Ukraine                   | Présidentielle                 | 2d tour, une seconde fois, après l'annulation des résultats de novembre par la Cour suprême. | Alternance. Après avoir survécu à une tentative d'empoisonnement, le candidat d'opposition Viktor Iouchtchenko (sans étiquette) est élu avec 52,0 % des voix face à Viktor Ianoukovytch (Parti des régions : centre-droit, pro-russe), le premier ministre sortant. |